# Louis Chartier
Louis Chartier (1633-1660) est un chirurgien arrivé de France au Canada en 1653.
Il faisait partie d'une initiative pour renforcer et développer Montréal. La Société Notre-Dame de Montréal, qui était responsable de la fondation de Ville-Marie, avait promis des soins de santé gratuits pour les habitants. Un de ses compagnons était Étienne Bouchard, lui aussi chirurgien. 
Chartier mourut de noyade durant la défense de la colonie contre les Iroquois. On croit aussi qu'il fut capturé et retenu otage par les Iroquois pendant une année.
Ce pionnier est important dans l'histoire de la Nouvelle-France pour le rôle qu'il joua dans la fondation de Ville-Marie.